# 李志甫
李志甫（？—1340年），又作李智甫、李胜，元朝漳州路南勝縣（今福建省平和县）人。
元顺帝至元四年（1338年）六月，李志甫反元，圍攻漳城，守將搠思監與他作戰，失利。顺帝命江浙行省平章別不花，总率浙閩、江西、廣東軍讨伐。至元六年（1340年）三月初一，漳州人陳君用襲殺李志甫，元朝授陳君用为同知漳州路总管府事。朝廷赦免漳、潮二州民為李志甫、劉虎仔脅從之罪，褒贈死事軍將。五月，漳州龍巖尉黃佐才擒獲李志甫餘黨鄭子箕。黃佐才因與反乱军作戰，妻儿四十餘口遇害，朝廷以黃佐才為龍巖縣尹。